# 안성 미륵당 오층석탑
안성 미륵당 오층석탑은 경기도 안성시 죽산면에 있는 오층석탑이다. 1986년 5월 22일 안성시의 향토유적 제20호로 지정되었다.

## 개요
미륵당내의 매산리 석불입상 앞에 건립되어 있는 화강암 재료의 석탑으로 현재의 위치가 원위치인지는 확실하지 않다. 일반적 형식의 석탑으로 화강석 각 부재가 정연하고 짜임새 있게 결구되어 있으며, 규모는 작은 편이다. 
1매의 판석으로 조성된 지대석 상면에는 낮은 각형의 3단 괴임대가 각출되어 기단을 떠받들고 있다. 단층기단은 네 귀에 우주를 새겼으며 1석으로 조성되어 있다. 역시 1석으로 조성된 갑석은 아랫면에 반전부분이 있고, 윗면에는 불룩한 낮은 각형의 3단 괴임대를 각출했다. 
옥신과 옥개는 각1석으로 조성되었는데, 현재의 1층 옥신에는 양우주의 선각이 희미하게 나타나 있으며, 2~4층의 옥신석은 결실된 상태이다. 옥개석은 4층의 것이 결실되었고, 5층은 옥신·옥개석이 동일석이다. 옥개석은 낙수홈이 있고 그 밑에 원호경사가 있으며 3단씩의 받침을 두었다. 옥신괴임은 낮은 1단이고 낙수면은 급경사를 이루고 있다. 
이 석탑에서는 건립시기와 후원자를 알 수 있는 탑지석이 출토되었고, 현재 탑지석은 국립중앙박물관에 소장되어 있다. 건립 년대는 993년이고, 석탑의 전체 높이는 1.9m이다.

## 참고 자료
- 미륵당오층석탑 - 안성문화관광/시지정문화재